# Трускляйське сільське поселення
Трускля́йське сільське поселення (рос. Трускляйское сельское поселение) — муніципальне утворення у складі Рузаєвського району Мордовії, Росія. Адміністративний центр — село Трускляй.

## Населення
Населення — 1154 особи (2019, 1219 у 2010, 1174 у 2002).

## Склад
До складу поселення входять такі населені пункти:
| Населений пункт       | Населення, осіб (2002) | Населення, осіб (2010) |
| --------------------- | ---------------------- | ---------------------- |
| Інсар-Акшино, село    | 247                    | 248                    |
| Михайловка, присілок  | 1                      | 0                      |
| Пушкіно, село         | 13                     | 11                     |
| Старий Усад, присілок | 98                     | 102                    |
| Трускляй, село        | 815                    | 858                    |